# Grand Prix d'ouverture La Marseillaise 2009
La 30e édition du Grand Prix d'ouverture La Marseillaise  a eu lieu le dimanche 1er février 2009.
Au terme d'une longue échappée de plus de 100 kilomètres, le cycliste français de l'équipe Cofidis Rémi Pauriol s'est imposé avec 27 secondes d'avance sur son compatriote Thomas Voeckler et le Russe Yury Trofimov, tous deux coureurs de l'équipe Bbox Bouygues Telecom.

## Présentation

### Équipes participantes
17 équipes participent à cette édition.
| N.    | Code | Équipe                       |
| ----- | ---- | ---------------------------- |
| 1-8   | COF  | Cofidis                      |
| 11-18 | ALM  | AG2R La Mondiale             |
| 21-28 | BBO  | Bbox Bouygues Telecom        |
| 31-38 | FDJ  | La Française des Jeux        |
| 41-48 | SIL  | Silence-Lotto                |
| 51-58 | LAN  | Landbouwkrediet Colnago      |
| 61-68 | TSV  | Topsport Vlaanderen-Mercator |
| 71-78 | AGR  | Agritubel                    |
| 81-88 | SKS  | Skil-Shimano                 |

| N.      | Code | Équipe                    |
| ------- | ---- | ------------------------- |
| 91-98   | SKT  | An Post-Sean Kelly Team   |
| 101-108 | BSC  | Bretagne-Schuller         |
| 111-118 | RLM  | Roubaix Lille Métropole   |
| 121-128 | VWA  | Verandas Willem           |
| 131-138 | BCS  | Besson Chaussures-Sojasun |
| 141-148 | AUB  | Auber 93                  |
| 151-158 | VCD  | Vacansoleil               |
| 161-168 | CCB  | Team Bourgas              |

### Parcours
Le départ fictif a lieu comme lors des précédentes éditions devant le Conseil Général des Bouches-du-Rhône au nord de Marseille. Le départ réel est donné 9 km plus loin à Allauch. La boucle passe ensuite par Rousset plus au nord pour ensuite redescendre vers Gémenos en passant par le Var et la ville de Saint-Zacharie. Les coureurs passent enfin par Cassis et le col de la Gineste pour rejoindre la ligne d'arrivée à Luminy, après un parcours total de 136,8 kilomètres.
Le parcours comprend notamment trois côtes comptant pour le Grand Prix de la Montagne :
| Kilomètre | Nom                        |
| --------- | -------------------------- |
| 62,2      | Col du Petit Galibier      |
| 87,1      | Col de l'Espigoulier       |
| 109,7     | Sommet Julhan Les Bastides |

## Résultats

### Classement général
| Classement général | Classement général | Classement général | Classement général           | Classement général |
|                    | Coureur            | Pays               | Équipe                       | Temps              |
| ------------------ | ------------------ | ------------------ | ---------------------------- | ------------------ |
| 1er                | Rémi Pauriol       | FRA                | Cofidis                      | en 3 h 29 min 12 s |
| 2e                 | Thomas Voeckler    | FRA                | Bbox Bouygues Telecom        | +27 s              |
| 3e                 | Yury Trofimov      | RUS                | Bbox Bouygues Telecom        | +27 s              |
| 4e                 | Jean-Eudes Demaret | FRA                | Cofidis                      | +1 min 7 s         |
| 5e                 | Johnny Hoogerland  | NED                | Vacansoleil                  | +1 min 7 s.        |
| 6e                 | Ben Hermans        | BEL                | Topsport Vlaanderen-Mercator | +1 min 7 s         |
| 7e                 | Maxime Bouet       | FRA                | Agritubel                    | +1 min 7 s         |
| 8e                 | Jonathan Hivert    | FRA                | Skil-Shimano                 | +1 min 7 s         |
| 9e                 | Johan Mombaerts    | FRA                | Auber 93                     | +1 min 7 s         |
| 10e                | Matthieu Ladagnous | FRA                | La Française des Jeux        | +1 min 48 s        |
| 11e                | Brice Feillu       | FRA                | Agritubel                    | +1 min 48 s        |
| 12e                | Anthony Roux       | FRA                | La Française des Jeux        | +1 min 48 s        |
| 13e                | Borut Božič        | SLO                | Vacansoleil                  | +2 min 36 s        |
| 14e                | Geert Verheyen     | BEL                | Landbouwkrediet-Colnago      | +2 min 36 s        |
| 15e                | Niko Eeckhout      | BEL                | An Post-Sean Kelly           | +2 min 36 s        |
| 16e                | Lilian Jégou       | FRA                | Bretagne-Schuller            | +2 min 36 s        |
| 17e                | Kenny Lisabeth     | BEL                | An Post-Sean Kelly           | +2 min 36 s        |
| 18e                | Fabien Taillefer   | FRA                | Roubaix Lille Métropole      | +2 min 36 s        |
| 19e                | Alexandre Lemair   | FRA                | Roubaix Lille Métropole      | +2 min 36 s        |
| 20e                | Jussi Veikkanen    | FIN                | La Française des Jeux        | +2 min 36 s        |
| 21e                | Jérôme Coppel      | BEL                | La Française des Jeux        | +2 min 36 s        |
| 22e                | Thomas De Gendt    | BEL                | Topsport Vlaanderen-Mercator | +2 min 36 s        |
| 23e                | Pierre Cazaux      | FRA                | Roubaix Lille Métropole      | +2 min 36 s        |
| 24e                | Reinier Honig      | NED                | Vacansoleil                  | +2 min 36 s        |
| 25e                | Koen Barbé         | BEL                | Landbouwkrediet-Colnago      | +2 min 36 s        |
| modifier           |                    |                    |                              |                    |